# Guldkuggen
Guldkuggen var ett pris instiftat av tidskriften Veckans Affärer och Ekonomisk Företagsledning (EF) i syfte att främja tekniska innovationer och stimulera till nytänkande i svensk industri.
Initiativet till Guldkuggen kom från innovatören Leif Yxfeldt som också lyckades engagera den förre högerledaren Jarl Hjalmarson som juryns ordförande.  Priset delades ut första gången 1973, och verkar inte ha delats ut sedan 1988.
Bland pristagarna kan nämnas:
| År   | Innovation | Företag                                     | Pristagare | Utdelare                        |
| ---- | --- | ------------------------------------------- | --- | ------------------------------- |
| 1973 | Vändbar dörr (samma dörr kan monteras både vänster- och högerhängd)                                            | Svenska Dörr AB, Jönköping                  | Eddy Lundin | Industriminister Rune Johansson |
| 1974 | Ny gruvbrytningsmetod, "slitsbockning" Andrapris och hedersomnämnande gavs för "takprofiler med ökad bärkraft" | LKAB NJA                                    | Mats Haglund Ernst Kero                                                                                                 | Tekn Dr Marcus Wallenberg       |
| 1976 | Ny valsningsteknik för strängstål                                                                              | KTH                                         | Per-Olof Strandell | Jan Wallander, Handelsbanken    |
| 1977 | Tryckluftsdriven mejselhammare                                                                                 | Atlas Copco Tools AB                        | Sture Andersson | HM Konungen                     |
| 1978 | Utveckling av SAAB:s turbomotor                                                                                | SAAB                                        | Bengt Gadefelt | ?                               |
| 1979 | Nykonstruktion av en kuggväxelfri elipssikt                                                                    | Morgårdshammar AB                           | Hans-Henric Wallin och Rolf Ericsson                                                                                    | Industriminister Nils G Åsling  |
| 1980 | Datorstyrd sedelmatare Cash Adapter                                                                            | Inter Innovation AB                         | Leif Lundblad | ?                               |
| 1981 | Utveckling av förarlösa transportvagnar på luftkudde, införda vid SSAB:s valsverk i Borlänge                   | Movit transportsystem AB                    | Åke Hedman | SAF-ordförande Curt Nicolin     |
| 1982 | Handburen dataterminal för bl.a. lagerinventering inom handeln                                                 | Micronic AB                                 | Gerhard Westerberg | HM Konungen                     |
| 1983 | Utveckling och marknadsintroduktion av ett mikrovågsbaserat identifieringssystem, PREMID                       | Philips elektronik-industrier AB i Järfälla | Bengt Henoch | ?                               |
| 1984 | FPLC Fast Protein Liquid Chromatography system                                                                 | Pharmacia Biotech                           | John Ugelstad, Lennart Söderberg,Bengt-Åke Nilsson                                                                      | HM Konungen                     |
| 1985 | Utveckling och konstruktion av telekommunikations-datorer som styr AXE-telefonväxlar                           | Ericsson                                    | Oleg Avsan | Prinsessan Christina            |
| 1986 | Grafikprogrammet Graph-in-the-Box                                                                              | Idé-Data AB                                 | Pierre Lingheim, Martin Rudolfson                                                                                       | Prinsessan Christina            |
| 1988 | En apparat för operationer i svåråtkomliga delar av hjärnan, den s.k. strålkniven                              | Elekta AB                                   | Jürgen Arndt, Börje Larsson, Laurent Leksell och Hans Sundqvist, baserat på framlidne Lars Leksells grundläggande idéer | Prinsessan Christina            |